# Магаре (игра с карти)
Магаре е игра с карти за 4 или повече играчи (с повече играчи е по-интересно). Играта е подходяща за деца.

## Правила
Раздават се по 6 (или повече) карти на всеки играч. Общият брой на картите зависи от броя на играчите.

Всеки играч подава една карта на съседа си вляво. Всички играчи го правят едновременно. Който събере 4 еднакви карти, примерно дами, слага ръка по средата между всички и казва „магаре“. Останалите също трябва да си сложат ръцете върху тази на първия играч. Който се заплесва и остане с ръка най-горе на купа, става „м“. После „ма“, „маг“ и т.н.

Първият, който стане „магаре“, излиза навън и крещи 3 пъти с все сила „Аз съм магаре!“.